# Pierre Thielemans
Pierre Léon Ben Thielemans (Sint-Pieters-Woluwe, 22 februari 1825 – Guingamp (Frankrijk), 3 december 1898) was een Belgische componist, dirigent en organist.

## Levensloop
Thielemans kreeg zijn eerste muzieklessen van zijn vader, die organist was bij de Jezuïeten in Brussel. Hij studeerde vanaf 1838 aan het Koninklijk Conservatorium te Brussel onder andere bij Lados en van Helmont (notenleer), Bosselet (harmonie), François-Joseph Fétis (compositie) en Christian Friedrich Johann Girschner (orgel).

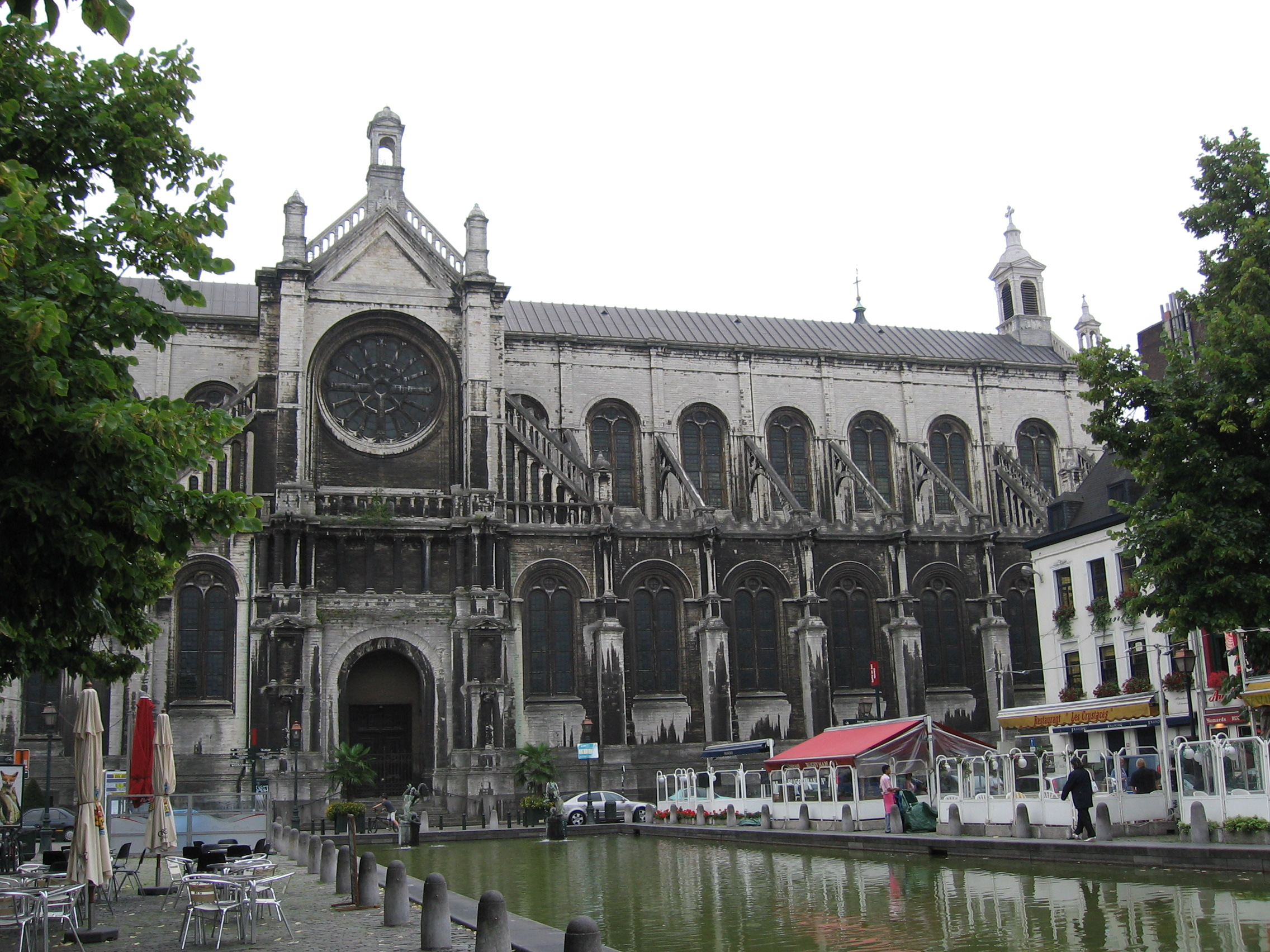
Katelijnekerk in Brussel

Twee keer (1849 en 1853) nam hij zonder succes deel aan het concours Prix de Rome, onder andere met het oratorium Les Chrétiens Martyrs. Hij was organist aan de Katelijnekerk in Brussel. Tijdens zijn vakanties gaf hij les in Parijs en Londen.
Toen de orgelbouwer Hippolyte Loret een nieuw orgel bouwde voor de basiliek van Notre-Dame-de-Bon-Secours in Guingamp vroeg hij Thielemans het instrument in te spelen. Zo kwam Thielemans begin januari 1865 naar Guingamp en bespeelde de orgel bij de inwijding op 7 februari 1865. Zijn voordracht en zijn muzikaliteit overtuigde de gemeente en hij bleef aan de basiliek van Guingamp verbonden tot aan zijn dood. Hij huwde in 1866 een dochter van een kleine middenstander uit Guingamp en zij hadden vijf kinderen met elkaar. Thielemans vond een netwerk van professionele organisten en hij werd een intieme vriend van de advocaat Sigismond Ropartz, de vader van organist en componist Joseph Guy Ropartz. Sigismond Ropartz was een zeer belezen man en maakte Thielemans vertrouwd met de geschiedenis van Bretagne. Hij spoorde hem ook aan om door zijn muziek een uitdrukking te geven aan de Bretonse identiteit. Dit is in zijn oeuvre ook weer te vinden, bijvoorbeeld in de cantate Les deux Bretagnes, die onder de indruk van de Congrès celtique international in Saint-Brieuc is ontstaan, die in herfst 1867 plaatsvond. Verder in zijn opera Michel Columb (1867) waar hij de Bretonse beeldhouwer een muzikaal monument zette, in het oratorium Au pied de l'autel (1875) en de tweede cantate Les Pélerins de Sainte-Anne-d'Auray (1876).
Thielemans was ridder van de Orde van Sint-Gregorius de Grote.

## Composities

### Werken voor orkest
- 1925 Les Dérobées - Danses populaires bretonnes
- 1930 Le Passe-pieds de Callac - Danses bretonnes uit de opera "Michel Columb", voor groot orkest
- 1930 Ouverture sur des motifs Bretons uit de opera "Michel Columb", voor groot orkest
- Efflam, ode symphonique

### Werken voor harmonie- en fanfareorkest
- 1934 Ouverture symphonique de Michel Columb, voor fanfare- of harmonieorkest - bewerking: Pierre Dupont
- Le Drapeau, marche solennelle voor militaire kapel en orgel

### Missen, oratoria, cantates en gewijde muziek
- 1849 Les Chrétiens martyrs, oratorium, op. 22
- 1850 Messe de Requiem, voor vijf zangstemmen en orgel, op. 6 (gecomponeerd ter gelegenheid van de begrafenis van de eerste Koningin der Belgen Louise Marie in oktober 1850)
- 1855 Regina Coeli, stuk voor twee tenoren, bas en orgel
- 1867-1868 Les deux Bretagnes, cantate voor solisten, gemengd koor en groot orkest, op. 43 - tekst: Ann Diou Vreiz; vertaling in het Frans: Sigismond Ropartz; in het Bretons: Le Jean
- 1875 Au pied de l'autel, oratorium voor 4 solisten, orgel, piano, viool, altviool, cello (of: contrabas), op. 61 - tekst: Sigismond Ropartz
- 1876 Les Pélerins de Sainte-Anne-d'Auray, cantate voor gemengd koor, orgel en groot orkest, op. 56 - tekst: litanie des Hymnes de sainte Anne, vertaald door Sigismond Ropartz
- 1881 Salut du Saint-Sacrement, Panis Angelicus, Ave Marie, Tantum ergo, voor solisten, gemengd koor en orgel (of strijkkwartet), op. 32
- 1890 Cantate bretonne en l'honneur de saint Yves, voor gemengd koor en groot orkest, op. 93
- 1891 La Montée au Carmel, 6 cantiques et motets, op. 85
- 1894 Notre-Dame-des-Portes, cantate ter gelegenheid van de bekroning van de Notre-Dame-des-Portes op 26 augustus 1894, voor solisten, gemengd koor en piano, op. 110 - tekst: L. M. Leroux
- 1895 Notre-Dame-du-Mur, cantate voor solisten en gemengd koor ter gelegenheid van het 600-jarig jubileum - tekst: abbé Louis-Marie Stéphan
- 1897 Oraison de saint Yves, naar een oude Bretonse legende voor solisten, gemengd koor, spreker, celebrant en piano, op. 95 - tekst: Sigismond Ropartz
- 1897 Noël, mis voor twee gelijke stemmen met orgel, op. 105
- 1898 Messe de Requiem n° 2
- 1898 Deus meus, motet voor solo bariton en orgel (ter gelegenheid van de 50e verjaardag van de begrafenis van de Chateaubriand in Saint-Malo)
- 1899 Messe de Notre-Dame-de-Bon-Secours - sur des motifs bretons, voor vier zangstemmen en orgel, op. 106
- Cantate celtique, gecomponeerd voor de federatie van Keltische studenten te Rijsel
- Dévotion à Marie, 3 cantiques à la Très Sainte Vierge, voor zangstem, gemengd koor en orgel, op. 46
- Harmonies liturgiques, 1ère messe de Dumont, voor twee zangstemmen, op. 45
- Messe bretonne, voor drie zangstemmen en piano (of: orgel)
- Messe à 4 voix, voor 2 tenoren, 2 bassen, violen, altviolen, 2 klarinetten, 2 cornet à piston en baritonsaxofoon

### Muziektheater

#### Opera's
| Voltooid in | titel                             | aktes   | première                                | libretto                           |
| ----------- | --------------------------------- | ------- | --------------------------------------- | ---------------------------------- |
| 1867        | Michel Columb le sculpteur breton | 2 aktes | 9 maart 1867, Rennes, Théâtre de Rennes | Sigismond Ropartz en Jean Philippe |
| (?)         | Iphigénie en Tauride              | 4 aktes |                                         |                                    |

### Vocale muziek
- 1867 Harmonies champêtres, 6 liederen voor zangstem en piano - tekst: Sigismond Ropartz
  1. La Source
  2. Les Roseaux
  3. Berceuse
  4. Echo
  5. La Cloche
  6. Le Bac
- 1878 La Chanson de l’oiseau, pastoraal duet voor sopraan en tenor met piano, op. 33
- 1878 La Sirène, duet voor sopraan en bariton met piano, op. 60 - tekst: Sigismond Ropartz
- 1885 Fleurs de Bretagne, rêverie voor solisten, duet en gemengd koor met piano, op. 55 - tekst: H.M. Tanguy
  1. La Marguerite
  2. Le Bouquet
  3. Chant d’amour
  4. Au Pays breton
  5. La Marguerite
- 1888 Le Départ de missionnaire, voor zangstem en piano
- 1891 Rêves de ciel !, Berceuse voor zangstem en piano, op. 89 - tekst: Louis Chapin
- 1904 La Harpe, lied voor sopraan (of tenor) en piano, op. 120 - tekst: Auguste Brizeux
- 1924 La Chanson du vent, voor zangstem en piano - tekst: Jean Philippe
- Apothéose de la Bretagne, voor solisten en gemengd koor
- Episode de la bataille de Saint-Cast, voor gemengd koor en orkest
- Le Bardit, muzikaal gedicht voor solisten, gemengd koor en orkest
- Le Centaure, duet voor twee zangstemmen, op. 35
- Les Bretons, voor mannenkoor en piano, op. 98 - tekst: Auguste Brizeux
- Mon clocher, lied voor zangstem en piano - tekst: Jules Rollée

### Werken voor orgel
- 1881 Marche nuptiale, op. 70
- 1881 Andante et trio moderato, op. 83

### Werken voor piano
- 1878 Chant national du Pérou, op. 13
- 1878 Echos de la Bretagne, quadrille voor piano vierhandig, op. 52
- 1878 Echos de la Bretagne, le passe-pieds de Callac, quadrille, op. 52
- 1878 La Havanaise et la Mexicaine, op. 23
- 1878 Loin de ma patrie, Rêverie-mazurka, op. 25
- 1878 Sonate rocaille, op. 26
- 1881 Les Dérobées, Danses populaires bretonnes, op. 20
- 1881 Le Légué, marche nuptiale, op. 28
- 1881 Sainte Anne, marche nuptiale voor piano (of: orgel), op. 70
- 1883 Rêverie pathétique, op. 34
- 1883 Sérénade nocturne, op. 50
- 1883 Le Petit ruisseau, rondo capricioso, op. 57
- 1883/1891 Michel Columb, ouverture tot de opera voor piano vierhandig, op. 64
- 1884 Petit concert de basse-cour, op. 59
- 1889 Airs de ballets d’"Iphigénie en Tauride", op. 88
- 1891 Ballabile
- 1891 Michel Columb, ouverture tot de opera voor piano, op. 64
- 1891 La Joyeuse, valse, op. 90
- Chant national du Pérou, voor piano vierhandig, op. 14
- Cœur pur, valse
- Elizabeth, polka-mazurka
- L'Hirondelle de Bretagne, valse, op. 92